# أرجو علي (مقاطعة اشتهارد)
أرجو علي (بالإنجليزية: Mazraeh-ye Aruj Ali)‏ هي مستوطنة تقع في قسم بلنغ آباد الريفي (مقاطعة اشتهارد) في إيران.